# Psidium raimondii
Psidium raimondii är en myrtenväxtart som beskrevs av Karl Ewald Maximilian Burret. Psidium raimondii ingår i släktet Psidium och familjen myrtenväxter. Inga underarter finns listade i Catalogue of Life.